# Frank Zombo
(en) Statistiques sur pro-football-reference
Frank William Zombo III (né le 5 mars 1987 à Sterling Heights) est un joueur de football américain évoluant au poste de linebacker.

## Carrière

### Enfance
Frank a fait ses études à la Adlai E. Stevenson High School de sa ville natale de Sterling Heights où il joue dans l'équipe de son lycée. Après l'obtention de son diplôme en 2005, il fait ses valises pour l'université de Miami, évoluant avec les Hurricanes.

### Professionnel
Le Draft 2010 ne sourit pas à Zombo qui n'est sélectionné par aucune équipe. Il signe donc comme agent libre après le draft avec les Packers de Green Bay. Il est conservé pour la saison 2010 où il devient un élément récurrent. Lors du Super Bowl XLV, il effectue cinq tacles et récupère un ballon sur un fumble provoqué par un sack. Il remporte le Super Bowl avec les Packers après la victoire sur les Steelers de Pittsburgh 31-25.
Le 3 avril 2013, il signe avec les Chiefs de Kansas City.